# Niki Dzawela
Niki Dzawela, gr. Νίκη Τζαβέλλα (ur. 30 czerwca 1947 w Lamii) – grecka polityk i nauczyciel akademicki, posłanka do Parlamentu Europejskiego VII kadencji.

## Życiorys
Z wykształcenia ekonomistka. Studiowała na University of Leeds i na Howard University w Waszyngtonie. Kształciła się podyplomowo na uczelniach w Belgii i Niemczech. Pracowała w administracji państwowej i na uczelniach, m.in. w John F. Kennedy School of Government przy Uniwersytecie Harvarda. Była posłanką Nowej Demokracji w Parlamencie Hellenów (1993–1996) i wiceprezesem zarządu fundacji założonej przez Sokratisa Kokalisa. Wchodziła w skład komitetu organizacyjnego Letnich Igrzysk Olimpijskich 2004.
Opuściła Nową Demokrację po usunięciu z niej Jeorjosa Karadzaferisa, przystąpiła do tworzonego przez niego Ludowego Zgromadzenia Prawosławnego.
W wyborach w 2009 została wybrana do Parlamentu Europejskiego. Przystąpiła do nowej grupy pod nazwą Europa Wolności i Demokracji (jako jej wiceprzewodnicząca), a także do Komisji Przemysłu, Badań Naukowych i Energii. Przed końcem kadencji PE opuściła LAOS, powracając do Nowej Demokracji.